# Aemidius gigas
Aemidius gigas là một loài bọ cánh cứng trong họ Elateridae. Loài này được Mannerheim miêu tả khoa học năm 1823.